# 산화물

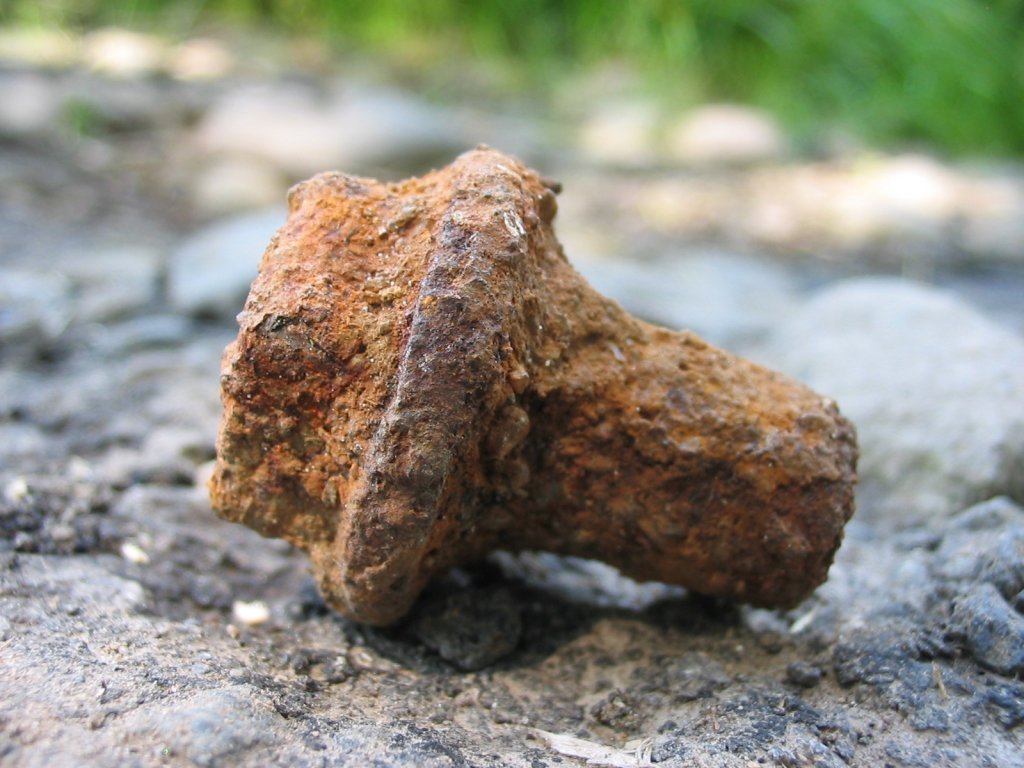
녹이 슨 나사.

산화물(酸化物, Oxide)은 산소와 다른 원소의 화합물을 말한다. 지구의 지각은 대부분 산화물로 이루어져 있다. 화학 원소가 대기 중의 산소와 결합하면 산화물을 만든다. 탄화수소가 연소하면서 탄소의 산화물인 일산화 탄소와 이산화 탄소를 배출한다. 불순물이 섞이지 않은 순수한 원소라 하더라도 대개 표면은 산화물로 덮인 경우가 많다. 예를 들어 알루미늄 포일은 얇은 산화 알루미늄(Al2O3)의 막으로 덮여 더 이상의 부식을 막아준다.
대부분의 원소는 대기 중의 산소와 결합하여 산화물을 만든다. 일부 원소(리튬, 나트륨, 칼륨, 루비듐, 세슘, 스트론튬, 바륨 등)의 경우는 물이나 산소와 만나면 빠르게, 경우에 따라서는 위험할 정도로 빠르게 반응하여 수산화물이 된다. 이런 이유로 알칼리 금속과 알칼리 토금속은 지구 상에 순수한 금속 형태로는 존재하지 않는다. 세슘의 이런 반응성 때문에 진공관에서 잔류 기체를 없애는 게터로 사용되며, 칼륨과 나트륨의 액체합금인 나크 합금(NaK)은 유기 용매에서 산소와 수소를 제거하는데 쓰인다. 공기와 접하는 대부분의 금속은 표면이 산화물이나 수산화물로 덮여 있다. 알루미늄 포일은 잘 알려진 예이다. 알루미늄 포일 표면의 얇은 산화막은 더 이상의 부식을 막아준다. 고체 마그네슘이나 알루미늄은 표준 온도 압력 하에서는 다른 금속처럼 산소와 천천히 반응하지만, 고압 환경에서는 발화한다. 또한, 대부분의 미세한 금속 분말은 공기 중에서 폭발을 일으킬 위험성이 높다.
건조한 산소와 만나면 철은 산화 철(II)를 만들지만, 산소와 물이 함께 작용하여 녹이라 불리는 수화물 형태인 Fe2O3−2x(OH)x를 만든다. 35억 년 전, 광합성을 하는 세균이 나타나면서 만들어진 자유 산소로 인해, 철 광석을 함유한 지층인 호상철광층을 만들기도 했다.
전기 음성도로 인해 산소는 거의 대부분의 원소와 화학 결합을 해서 산화물을 만든다. 금이나 백금과 같은 귀금속은 산소와 직접 결합하지는 않지만, 간접적인 방법으로 산화 금(III)과 같은 산화물을 만들 수 있다.

## 같이 보기
- 아산화물
- 일산화물
- 이산화물
- 과산화물
- 오존화물
- 산성 산화물
- 염기성 산화물
- 양쪽성 산화물